# Caedicia clavata
Caedicia clavata är en insektsart som beskrevs av Bolívar, I. 1902. Caedicia clavata ingår i släktet Caedicia och familjen vårtbitare. Inga underarter finns listade i Catalogue of Life.